# 12 Feet Deep
A 12 Feet Deep 2017-ben bemutatott amerikai lélektani horror-thriller film, amelyet Matt Eskandari írt és rendezett. A főbb szerepekben Alexandra Park és Nora-Jane Noone látható.
Jonna és Bree testvérek, egy uszodában a medence fogságába esnek, miután annak üzemeltetője aktiválja az úszómedence üvegszálas borítását.
2017. június 20-án jelent meg a MarVista Entertainment forgalmazásában.

## Cselekmény
Bree elmegy úszni nővérével, Johanna-val, aki drogfüggő, de 3 hónapja már tiszta. Amikor a medence menedzsere elkapja a házmestert - egy feltételesen szabadlábra helyezett elítéltet - aki megpróbál ellopni elveszett és megtalált tárgyakat, kirúgja, és azt mondja neki, hogy takarítson. Ezután arra kéri az embereket, hogy távozzanak, mivel a medence az ünnep miatt bezár.  
Pakolás közben Bree észreveszi, hogy elvesztette az eljegyzési gyűrűjét. Johanna meglátja, hogy a gyűrű a medence alján a fémrácsba ragadt, ezután mindketten leúsznak a gyűrűért. A menedzser, aki nem tudja hogy a két lány a medencében van, a medence fedelével lezárja a medencét és elmegy. 
A lányok sikertelenül próbálják betörni a medence fedelét, de csak egy kis lyukat találnak. Johanna bevallja, azért dobta a gyűrűt a medencébe, mert irigyli Bree sikeres életét és az eljegyzését. Bree először dühös, de aztán megnyílik bántalmazó, alkoholista, drogfüggő apjukról és a halálához vezető tűzről. Elmondja azt is, hogy cukorbeteg, és inzulinra van szüksége, különben kómába eshet. 
A távozni készülő Clara megtalálja a nővéreket. Ellopja Bree készpénzét, okostelefonját és hitelkártyáját, és azt mondja, hogy segít elengedni őket, ha Bree elmondja a telefon jelszavát és a hitelkártyájának PIN-kódját. Bree meg is teszi, de Clara kikapcsolja a vízmelegítőt, és magukra hagyja a nővéreket egész éjszaka. Másnap reggel Clara visszatér, hogy újra velük legyen. Jonna dühösen mondja Clarának, hogy dugja be a fülét a medence fedelének kis lyukába, és egy csempeszilánkkal fülbe szúrja. Clara bosszúból bekapcsolja az automatikus medencetisztító rendszert, amitől a lányok fulladozni kezdenek, de amikor rájön a következményekre, újra kikapcsolja, és otthagyja őket. 
Bree elárulja Jonnának, hogy az apjuk halálát okozó baleset során szándékosan akadályozta meg apjukat a menekülésben, és szörnyetegnek nevezte őt, mivel kiskorukban szexuálisan bántalmazta őket. Eközben Clara visszatér, és megpróbálja kinyitni a medence fedelét, de a kódja már nem működik. Ekkor elmondja a lányoknak hogy magukra vannak utalva, és ismét elmegy. 
Bree elgyengül. Jonnának sikerül letépnie a fémrácsot a medence aljáról, amit Bree korábban sikertelenül próbált. Összetöri a medence fedelét, és elmenekülnek, Jonna beadja Bree-nek az inzulint. Clara fegyverrel tér vissza, és azzal fenyegetőzik, hogy megöli a nővéreket, mert nem akar börtönbe kerülni. Jonna hívja a rendőrséget és Clara várja a következményeket, de Jonna azt mondja neki, hogy menjen el. A mentősök megérkeznek, Jonna pedig visszaadja Bree eljegyzési gyűrűjét, amit Clara ellopott. Amikor Bree megkérdezi, hogyan szerezte vissza, Jonna azt válaszolja: "Megöltem a szörnyet", megismételve, amit Bree az apjuk megöléséről mondott, és arra utal, hogy a Clara belsejében lévő szörny meghalt, amikor Jonna kifejezte együttérzését és megbocsátását.

## Szereplők
- Alexandra Park – Jonna
- Nora-Jane Noone – Bree
- Tobin Bell – McGradey
- Diane Farr – Clara

## Fogadtatás
A film nagyrészt pozitív kritikákat kapott. A JoBlo.com „jól kidolgozott, szórakoztató thrillernek” nevezte, és 8/10 csillagra értékelte. A That Moment In 3,5/5 csillagot adott rá: „jól megrendezett és magával ragadó... inkább intenzív emberi dráma, mintsem egy sokkoló mű”.

## Fordítás
Ez a szócikk részben vagy egészben  a(z)   12 Feet Deep című angol Wikipédia-szócikk ezen változatának fordításán alapul.  Az eredeti cikk szerkesztőit annak laptörténete sorolja fel. Ez a jelzés csupán a megfogalmazás eredetét és a szerzői jogokat jelzi, nem szolgál a cikkben szereplő információk forrásmegjelöléseként.